# King of Bones
King of Bones (KOB) é uma banda brasileira de heavy metal e hard rock fundada em São Paulo em janeiro de 2009. A banda estreou com o disco independente We Are the Law em 2012 e em 2016 lançou o Don't Mess With The King, seu segundo álbum de estúdio.

## História
Rene Matela (guitarrista) rascunhava em 2002 o material que posteriormente viraria o primeiro álbum do KOB, anos mais tarde ele conheceu Renato Nassif (baterista) e Júlio Federici (vocalista) que tocavam juntos em uma banda de covers variados. Rafael Vitor (baixista) se juntou posteriormente após uma sessão de testes. A banda começou em janeiro de 2009 e iniciou trabalho em estúdio em 2012.
Ainda em 2012 a banda lançou o seu primeiro álbum de maneira independente, o We Are the Law, gravado e editado no Norcal Studios (São Paulo, Brasil) e produzido por Brendan Duffey e Adriano Daga. O Álbum teve recepção positiva pela crítica.
Em 2013 o KOB fez uma turnê com o Andre Matos, ex-vocalista do Angra, na apresentação de 3 de maio de 2013 em Porto Alegre o guitarrista Rene Matela continuou tocando apesar de sua guitarra ter estourado uma corda durante a última música.
Em 2016 a banda lança o segundo álbum, o Don't Mess With The King também de maneira independente no Brasil e na Europa pela gravadora dinamarquesa Lions Pride Music, produzido por Henrique Baboom e com as participações de André Hernandes e Fábio Ribeiro

## Integrantes
- Júlio Federici (vocal)
- Rene Matela (guitarra)
- Rafael Vitor (baixo)
- Renato Nassif (bateria)

## Discografia
Álbuns de estúdio
- We Are The Law (2013)
- Don't Mess With The King (2016)

Singles
- We're Stronger (2017)